# NGC 1793
NGC 1793 (również ESO 56-SC43) – gromada otwarta, znajdująca się w gwiazdozbiorze Złotej Ryby. Należy do Wielkiego Obłoku Magellana. Odkrył ją John Herschel 24 listopada 1834 roku.